# Week-End with Father
Week-End with Father is een Amerikaanse filmkomedie uit 1951 onder regie van Douglas Sirk.

## Verhaal
Jean Bowen en Brad Stubbs zijn beiden alleenstaande ouders. Ze leren elkaar kennen op het station, wanneer ze hun kinderen wegbrengen naar een vakantiekamp. Ze worden meteen verliefd op elkaar. Zowel Jean als Brad heeft nog een andere vlam.